# Notorious (opera)
För andra betydelser, se Notorious.
Notorious, är en svensk opera i fem akter från 2014 med musik av Hans Gefors och libretto av Kerstin Perski. Operan är baserad på den amerikanska film noir-thrillern Notorious! (originaltitel: Notorious) från 1946 regisserad av Alfred Hitchcock med Cary Grant och Ingrid Bergman i huvudrollerna.

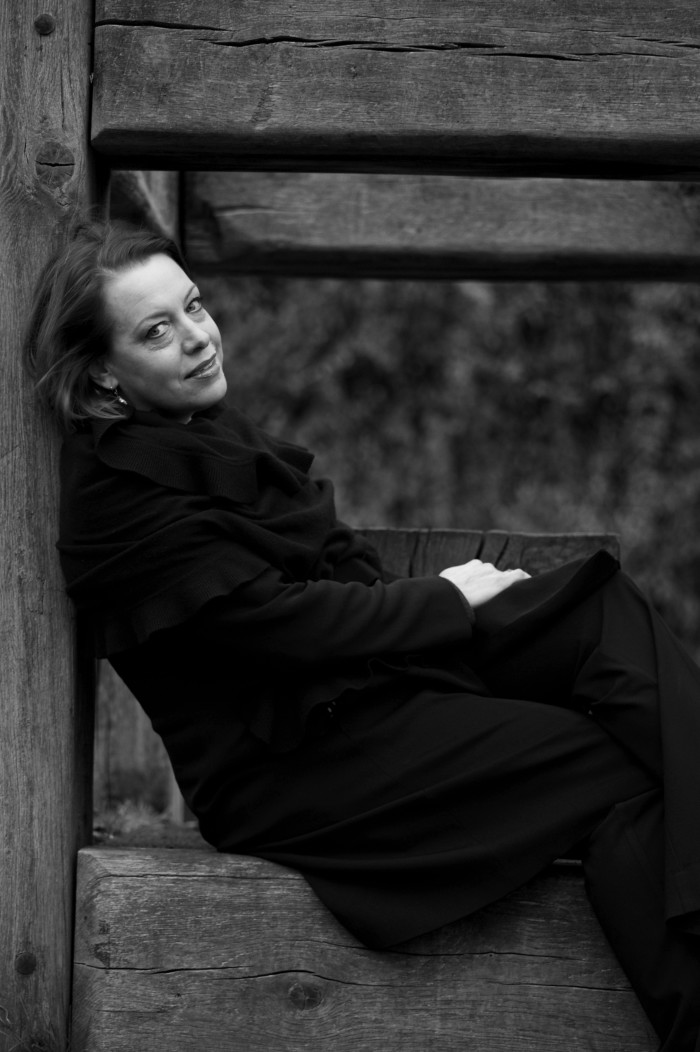
Nina Stemme, som fick sopranstämman i operan Notorious specialskriven för sin röst av kompositören Hans Gefors.

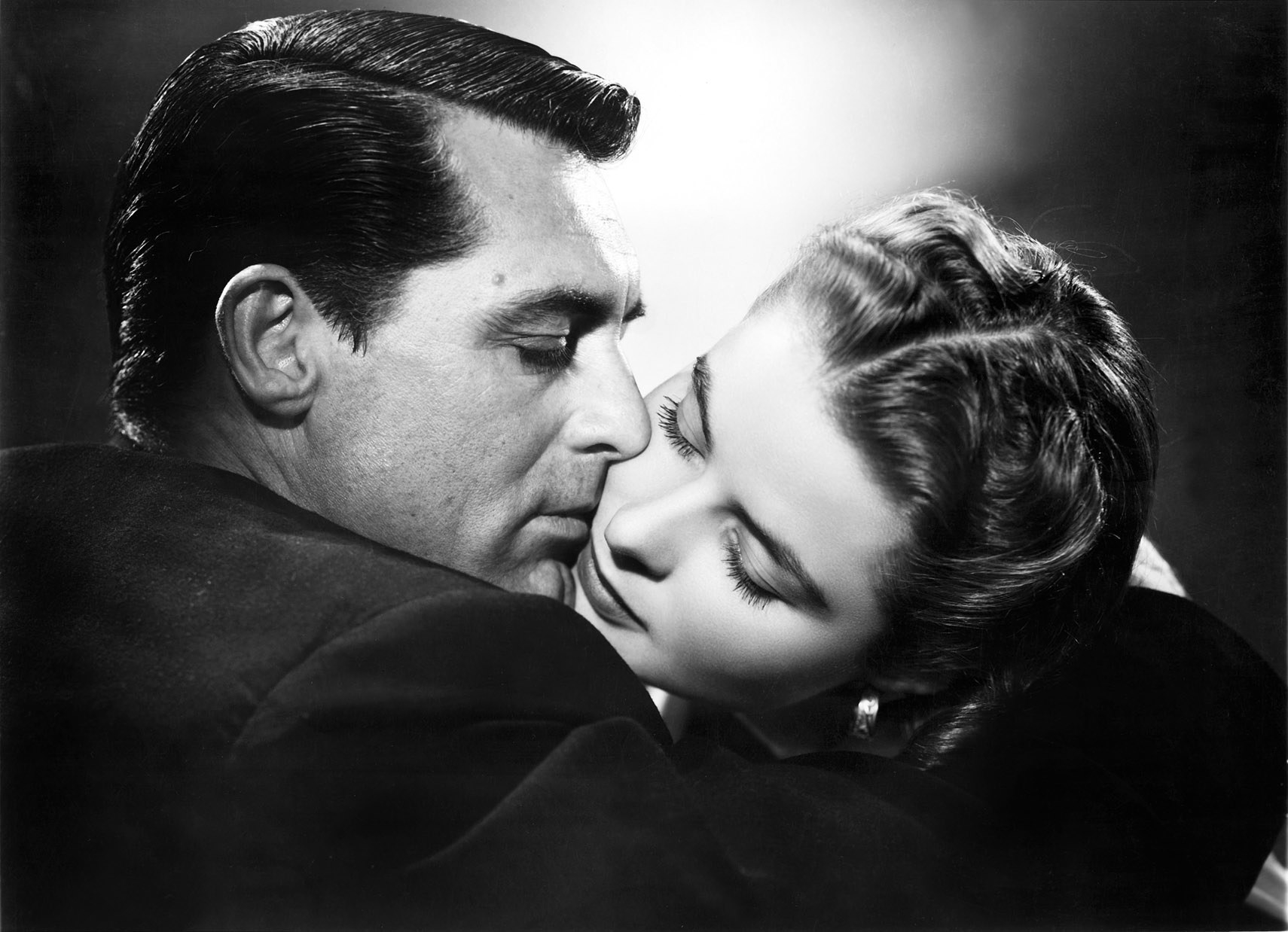
I filmen Notorious! hade Cary Grant och Ingrid Bergman en öm scen, som varade i 2,5 minuter med ett antal tre-sekunderskyssar – den maximala längden för en kyss enligt produktionskoden för amerikansk film vid denna tidpunkt.

## Personerna bakom och framför verket
Operan Notorious är i fem akter med musik komponerad av Hans Gefors och med libretto av Kerstin Perski efter Alfred Hitchcocks spionthriller med samma namn. Det är en historia om kärlek som förblindar, men ändå är just det elixir som gör livet värt att leva. 
Operan hade urpremiär på Göteborgsoperan den 19 september 2015. Föreställningen regisserades av britten Keith Warner. Han samarbetade nära med David Fielding, som svarade för scenografi och kostymdesign. Resultatet blev en uppsättning där Hitchcocks närvaro var högst påtaglig. Huvudrollen som Alicia Hauser hade Nina Stemme. Rollen var skriven direkt för henne. Även de andra bärande rollerna var skrivna direkt för sina sångare: John Lundgren i rollen som Devlin, Michael Weinius i rollen som Alexander Sebastian och Katarina Karnéus i rollen som Madame Sebastian. Dirigent var Patrik Ringborg.
Sten A. Olssons stiftelse för forskning och kultur gjorde under 2015 en donation till Göteborgsoperan för uruppförandet av Notorious.
Uruppförandet av operan sammanföll med tiden för högtidlighållandet av Ingrid Bergmans 100-åriga minnesdag (29 augusti 2015).

## Handlingen
Berättelsen i Hitchcocks film har klart operamässiga kvaliteter: Under andra världskriget övertalar CIA-agenten Devlin amerikanskan Alicia, dotter till en känd nazist, att bli spion i Rio de Janeiro. De båda attraheras allt mer av varandra, men uppdraget tvingar Alicia att förföra en man från motståndarsidan. Förblindad av svartsjuka tvingas Devlin att se Alicia gifta sig med en annan man.

## Rollerna
- Alicia Hauser (sopran), Nina Stemme.
- T. R. Devlin (baryton), John Lundgren.
- Alexander Sebastian (tenor), Michael Weinius.
- Madame Sebastian (mezzosopran), Katarina Karnéus.
- Prescott (tenor), Jón Ketilsson
- Alicias far (bas), Anders Lorentzson
- Emil Hupka (tenor), Jonas Olofsson
- Professor Rossner/Agent 1 (tenor), Ingemar Anderson
- Commodore (baryton)/Eric Mathis (tenor)/Agent 2 (tenor), Mattias Ermedahl
- Dr Anderson/Agent 3 (baryton), Mats Persson
- Dr Knerr/Agent 4 (bas), Mats Almgren
- Kör